# Синагога (Буданів)
Буданівська синагога — культова споруда, збудована у XIX столітті в селі Буданів на Тернопільщині. 
У 1922 році здійснена реконструкція синагоги за проєктом архітектора Леопольда Райсса. 
У радянський час перебудована під житловий будинок. Станом на 2020 рік будівля колишньої синагоги стоїть пусткою та продовжує руйнуватися.

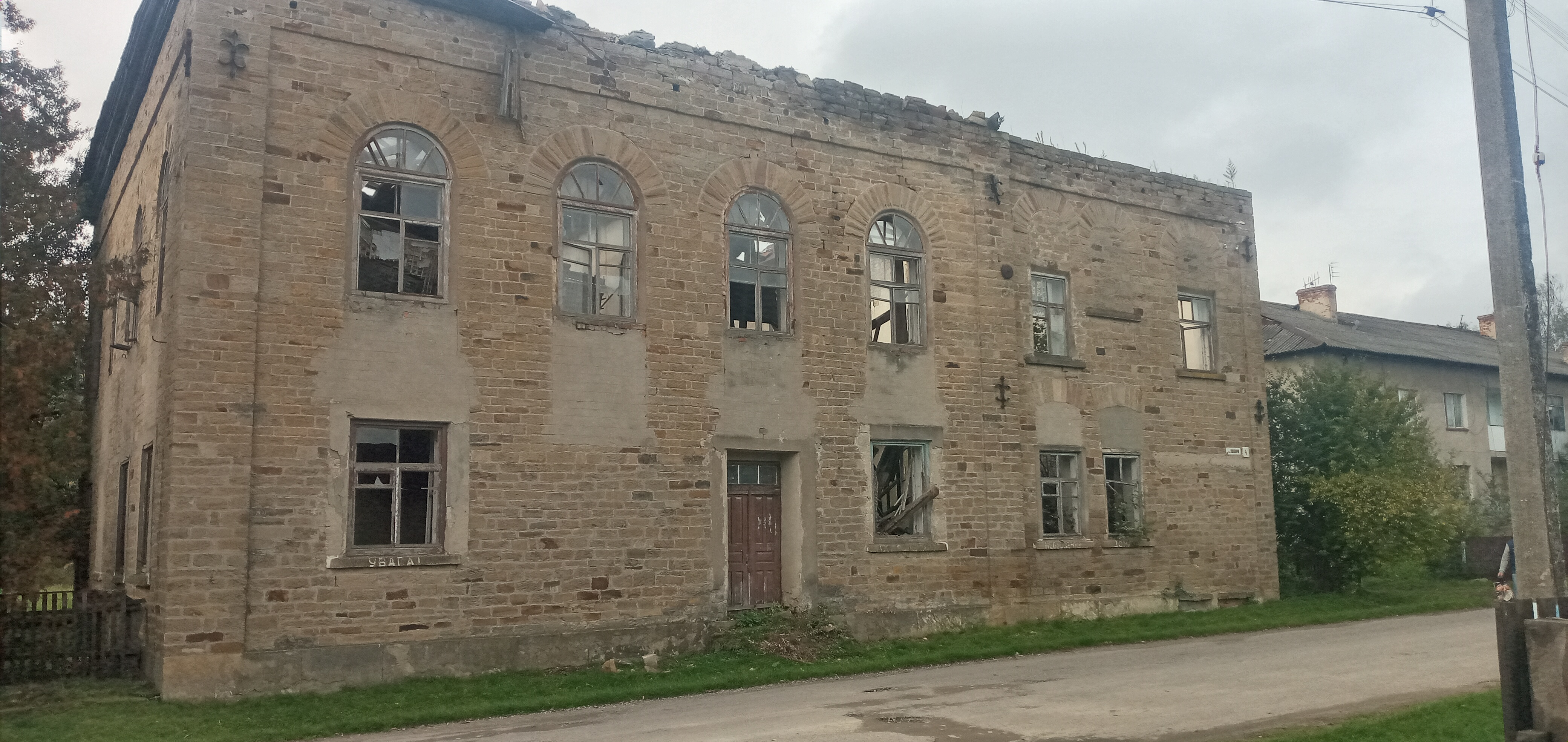
Буданівська синагога (світлина 2022 р.)